# مرض الغبار المعدي
مرض الغبار المعدني هو مصطلح عام يستخدم لوصف المضاعفات الناجمة عن استنشاق الغبار المعدني المسبب للتليف وتضييق القصبات الهوائية التنفسية في المقام الأول. وهو جزء من مجموعة من الاضطرابات المعروفة باسم الرئة التي تتميز باستنشاق الغبار المعدني والآثار على الرئتين.
أنواع: الأنواع الثلاثة الرئيسية من البكتيريا الرئوية هي تليف الرئتين (الناجم عن استنشاق الأسبستوس)، السيليكوس (الناجمة عن استنشاق السيليكا)، والرئة السوداء (الناجمة عن استنشاق غبار الفحم). هناك أشكال أخرى تسمى امزج الغبار الرئوي (الناجمة عن استنشاق أكثر من معدن واحد) و (الناجمة عن استنشاق غبار القطن). هذان الشكلان أقل شيوعًا ولا يواجههما الأطباء في كثير من الأحيان. ويمكن أن تتشكل أشكال أخرى من استنشاق عدد من المعادن المختلفة بما في ذلك على سبيل المثال لا الحصر؛ الألومنيوم، أنتيموني، الباريوم، الجرافيت، الحديد، الكاولين، الميكا.
أسباب: التنفس في أو استنشاق الغبار غير العضوي.
أعراض: ضيق في التنفس، صفير، السعال.
اختبارات: الصدر بالأشعة السينية، التصوير المقطعي للصدر، اختبارات وظيفة الرئة.
«لا ينبغي استخدام أي معلومات واردة هنا بدلاً من طلب المشورة من أخصائي الصحة». «اتصل بمزود الصحة الطبية إذا كنت تواجه أي مشاكل صحية».